# Don Torcuato
Don Torcuato is een plaats in het Argentijnse bestuurlijke gebied Tigre in de provincie Buenos Aires. De plaats telt 64.867 inwoners.

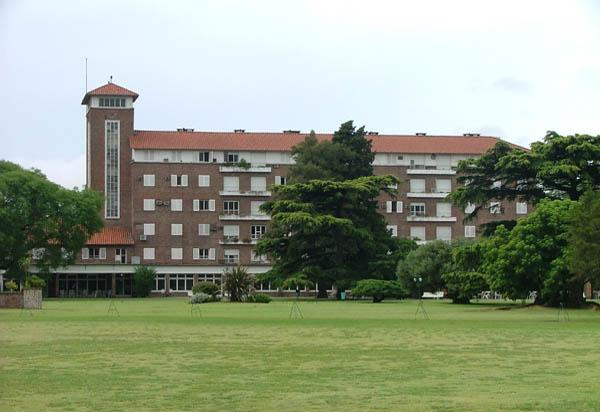
Hindoeclub